# Bertrand de Bar-sur-Aube
Bertrand de Bar-sur-Aube (século XII - século XIII) foi um escritor medieval da região da Champanha, na França, que escrevia em francês antigo. Foi um escritor de canções de gesta, sendo o autor de Girart de Vienne e, provavelmente, Aymeri de Narbonne. No início de Girart ele descreve a si mesmo como clérigo. No mesmo prólogo, Bernard classifica as canções de gesta em três ciclos diferentes, o Ciclo do rei, o Ciclo de Garin de Monglane e o Ciclo de Doon de Mayence.